# 尹洗
尹洗（1588年—1644年），字淨明，號宇新，北直隸保定府安肅縣人，明朝政治人物。

## 生平
萬曆四十三年（1615年）乙卯科順天鄉試第九十六名舉人，天啟二年（1622年）中式壬戌科會試第三百八十八名，三甲第一百七十二名進士。刑部觀政，授祥符縣知縣，三年（1623年）丁憂歸。服闋，五年（1625年）起為蒲圻縣知縣，七年（1627年）任湖廣鄉試同考官，崇禎元年（1628年）調洛陽縣知縣，三年（1630年）任河南鄉試同考官，四年（1631年）升刑科給事中，五年（1632年）養病，七年（1634年）起為禮科給事中，丁憂歸。服闋，十年（1637年）起為吏科給事中，十一年（1638年）升兵科右給事中，十二年（1639年）任江西鄉試副考官，升工科左給事中，十三年（1640年）巡視十庫，出為福建布政使司參政，十四年（1641年）升工科都給事中，十五年（1642年）回籍，十七年（1644年）三月李自成進攻保定府，尹洗率領軍民守城門，城破後不屈被害。清順治二年（1645年）下詔旌表。